# Ercole (pirofregata)
L’Ercole è stata una pirofregata (successivamente pirocorvetta) della Real Marina del Regno delle Due Sicilie, successivamente acquisita dalla Regia Marina.

## Storia

### Caratteristiche e costruzione
Costruita tra il 1841 ed il 1844 nei cantieri di Castellammare di Stabia per conto della Real Marina del Regno delle Due Sicilie, l'unità (che in origine avrebbe dovuto chiamarsi Gaeta, ma che venne ribattezzata Ercole il giorno del varo, 28 maggio 1843) fu la prima nave da guerra a vapore costruita nel Regno delle Due Sicilie. L'apparato propulsivo era costituito da quattro caldaie tubolari Gruppy e da una macchina alternativa a vapore Maudslay & Field, che imprimeva la potenza di 30 CV a due ruote a pale laterali articolate tipo Morgan, permettendo una velocità di sette nodi ed un'autonomia, a tale velocità, di 192 ore.
La nave aveva inoltre due alberi a vele quadre (armamento velico a brigantino), il secondo dei quali, l'albero maestro, divenne poi a vele auriche (brigantino goletta). L'armamento si componeva in origine di dieci bocche da fuoco: un cannone a canna liscia da 117 libbre, uno da 60 libbre, quattro obici lisci Paixhans da 30 libbre ed altrettanti in bronzo da 12 libbre.

### Storia operativa
Primo comandante dell’Ercole fu il capitano di fregata Giovanni Vacca. Il 12 maggio 1845, a meno di un anno dall'entrata in servizio, la nave fu di scorta alla pirofregata Tancredi, che trasportava a Messina, e quindi Siracusa, il re di Napoli Ferdinando II.
Nel 1848, durante la rivolta indipendentista della Sicilia, la nave, assegnata alla squadra del conte d’Aquila, trasportò a Palermo reparti del corpo di spedizione del generale Carlo Filangieri, inviato a reprimere la ribellione. Successivamente la pirofregata effettuò numerose crociere nelle acque del Mar Mediterraneo.
Il 4 aprile 1860, nel corso dei moti siciliani che precedettero l'impresa dei Mille, l’Ercole, al comando del capitano di fregata Carlo Flores, aprì il fuoco contro bande di insorti armati a Sant'Erasmo, sulla strada di Bagheria, ad Acqua dei Corsari e nelle campagne di Villabate. Il 17 aprile la nave avrebbe dovuto imbarcare la colonna Perrone impegnata nella repressione, ma poté farlo solo l'indomani, causa il mare mosso. Il 20 aprile la nave venne inviata a pattugliare le acque tra Capo San Vito ed il faro di Messina, nonché il golfo di Castellammare. Il 7-8 maggio la nave trasportò da Alcamo a Solanto il generale Letizia, incaricato di debellare un gruppo di rivoltosi.
Durante l'impresa dei Mille, il 16 maggio 1860, la nave trasportò a Castellammare del Golfo il V Battaglione estero al comando del colonnello Won de Mechel, che tuttavia, appena sbarcato, venne richiamato a Palermo. il 24 maggio 1860, il generale Ferdinando Lanza depositò sull’Ercole circa 600.000 ducati prelevati dal Regio Banco di Palermo, poi la nave venne inviata ad esplorare la costa nei pressi di Marsala per cercare di catturare il piroscafo britannico Blackwall, proveniente da Genova con 830 volontari, 400.000 franchi, 4000 fucili e parecchie munizioni. Il 28 maggio la pirofregata, ancora al comando di Flores, bombardò con le sue artiglierie (era frattanto stata dotata anche di obici Paixhans da 68 libbre) la città di Palermo, appena liberata dalle truppe garibaldine, provocando numerose vittime.
Successivamente, il 7 settembre 1860, la pirofregata, che si trovava a Napoli al comando del capitano di fregata Francesco Beneventano, disobbedì all'ordine di seguire Ferdinando II a Gaeta, e passò alla Marina sarda, come la maggior parte della flotta del Regno delle Due Sicilie.
Pochi mesi dopo la nave partecipò all'assedio della piazzaforte di Gaeta, dove si era asserragliata la famiglia reale borbonica (la città, assediata a partire dal novembre 1860 e continuamente bombardata dalla flotta sabauda a partire dal 22 gennaio 1861, si arrese il 13 febbraio dello stesso anno), dopo la quale trasportò a Genova circa cento prigionieri borbonici.
Il 17 marzo 1861 l’Ercole venne incorporata nella neocostituita Regia Marina. L'armamento venne ridotto a sei pezzi da 160 mm, quattro a canna liscia e due a canna rigata. Nel giugno 1863 la nave venne declassata a pirocorvetta (altre fonti fanno risalire a questo periodo, invece che al 1861, il cambio dell'armamento).
Nel 1863 la pirofregata, al comando del capitano di fregata Camillo Lampo, prese il mare diretta in Sudamerica: nel corso del viaggio l'unità fece scalo a Montevideo, Rio de Janeiro e Buenos Aires, per poi fare ritorno a Napoli nel novembre 1868, trainata della pirofregata Regina.
La vecchia Ercole fu poi varie volte riarmata e disarmata: nel 1872 fu impiegata per trasportare a Lampedusa i condannati al confino nell'isola. Suo ultimo ruolo, dal 1874 al 1875, fu quello di nave ammiraglia del I Dipartimento. Radiata il 10 aprile (o 31 marzo) 1875, venne avviata alla demolizione.
Nel corso dei trentun anni di servizio si erano susseguiti al comando della nave 6 comandanti borbonici, uno sardo e cinque italiani.